# Дружба-84
«Дружба-84» — серия международных соревнований, проведённых с 6 июня по 22 июля и с 16 августа по 16 сентября 1984 года в 9 государствах социалистического лагеря (СССР, Болгария, Венгрия, ГДР, КНДР, Куба, Монголия, Польша, Чехословакия), бойкотировавших Олимпийские игры в Лос-Анджелесе, под официальным девизом «Спорт — дружба — мир».

## История
О проведении соревнований «Дружба-84» было объявлено 24 мая. Этому предшествовало сообщение 8 мая о решении СССР бойкотировать Олимпийские игры в Лос-Анджелесе. Поводом для бойкота был отказ властей США предоставить СССР и другим социалистическим странам специальные письменные гарантии безопасности, а также отказ разрешить «Аэрофлоту» выполнять чартерные рейсы для доставки советской делегации и отказ принять в порту Лос-Анджелеса теплоход «Грузия», который планировалось использовать как олимпийскую плавучую базу. В постановлении Политбюро ЦК КПСС говорилось:

Считать нецелесообразным участие советских спортсменов в Олимпийских играх в Лос-Анджелесе ввиду грубого нарушения американской стороной Олимпийской хартии, отсутствия должных мер обеспечения безопасности для делегации СССР и развёрнутой в США антисоветской кампании.

В СССР неоднократно подчёркивалось, что «Дружба-84» не является альтернативой Олимпийским играм, поэтому соревнования были проведены в сроки, не совпадавшие со временем проведения Игр (28 июля — 12 августа). Официальное открытие соревнований «Дружба-84» состоялось 18 августа в Москве на Большой спортивной арене Центрального стадиона имени В. И. Ленина (ныне — стадион «Лужники») во второй день легкоатлетического турнира.

## Программа
Соревнования проводились во всех олимпийских видах спорта, кроме футбола, а также в 3 неолимпийских видах — борьбе самбо, настольном теннисе и теннисе (в теннисе на Играх проводились показательные соревнования). В некоторых видах программа отличалась от олимпийской:
- велоспорт — не была включена женская групповая шоссейная гонка;
- гимнастика — в художественной гимнастике были включены отдельные виды многоборья;
- плавание — не было включено синхронное плавание;
- стрельба пулевая — дополнительно были включены 3 мужских и 2 женских дисциплины;
- тяжёлая атлетика — медали были разыграны также в отдельных видах двоеборья — рывке и толчке (на Играх в отдельных видах двоеборья вручались только малые медали чемпионата мира).

В лёгкой атлетике в программу «Дружба-84», помимо соревнований в Москве и Праге, были включены традиционные соревнования «Олимпийский день» в ГДР. И основные соревнования, и «Олимпийский день» прошли в гораздо более сжатые сроки, чем олимпийские.

## Соревнования
| Вид спорта                  | Соревнования       | Ссылка  | Сроки проведения | Место проведения                        |
| --------------------------- | ------------------ | ------- | ---------------- | --------------------------------------- |
| Баскетбол                   |                    | см.     | 22—30 августа    | СССР — Москва                           |
| Бокс                        |                    | см.     | 19—24 августа    | Куба — Гавана                           |
| Вольная борьба              |                    | см.     | 20—22 июля       | Болгария — София                        |
| Классическая борьба         |                    | см.     | 13—15 июля       | Венгрия — Будапешт                      |
| Борьба самбо                |                    | см.     | 1—2 сентября     | Монголия — Улан-Батор                   |
| Велосипедный спорт          | трек               | см.     | 18—22 августа    | СССР — Москва                           |
| Велосипедный спорт          | шоссе              | см.     | 23 и 26 августа  | ГДР — Форст и Шлайц                     |
| Водное поло                 |                    | см.     | 19—26 августа    | Куба — Гавана                           |
| Волейбол                    | мужчины            | см.     | 19—26 августа    | Куба — Гавана                           |
| Волейбол                    | женщины            | см.     | 5—15 июля        | Болгария — Варна                        |
| Гандбол                     | мужчины            | см.     | 17—21 июля       | ГДР — Росток и Магдебург                |
| Гандбол                     | женщины            | см.     | 21—25 августа    | Чехословакия — Тренчин                  |
| Спортивная гимнастика       |                    | см.     | 20—26 августа    | Чехословакия — Оломоуц                  |
| Художественная гимнастика   |                    | см.     | 17—19 августа    | Болгария — София                        |
| Академическая гребля        |                    | см.     | 23—25 августа    | СССР — Москва                           |
| Гребля на байдарках и каноэ |                    | см.     | 21—22 июля       | ГДР — Берлин, Грюнау                    |
| Дзюдо                       |                    | см.     | 24—26 августа    | Польша — Варшава                        |
| Конный спорт                |                    | см.     | 6—10 июня        | Польша — Сопот                          |
| Лёгкая атлетика             | мужчины            | см.     | 17—18 августа    | СССР — Москва                           |
| Лёгкая атлетика             | женщины            | см.     | 16—18 августа    | Чехословакия — Прага                    |
| Лёгкая атлетика             | «Олимпийский день» |         | 20 июня          | ГДР — Берлин                            |
| Лёгкая атлетика             | «Олимпийский день» | 21 июня | ГДР — Потсдам    |                                         |
| Парусный спорт              |                    | см.     | 18—26 августа    | СССР — Таллин · Венгрия — озеро Балатон |
| Плавание                    |                    | см.     | 19—25 августа    | СССР — Москва                           |
| Прыжки в воду               |                    | см.     | 16—19 августа    | Венгрия — Будапешт                      |
| Современное пятиборье       |                    | см.     | 5—9 сентября     | Польша — Варшава                        |
| Пулевая стрельба            |                    | см.     | 19—25 августа    | СССР — Москва                           |
| Стендовая стрельба          | 19—21 августа      | см.     |                  | СССР — Москва                           |
| Стрельба из лука            |                    | см.     | 23—26 августа    | Чехословакия — Пльзень                  |
| Теннис                      |                    | см.     | 20—26 августа    | Польша — Катовице                       |
| Настольный теннис           |                    | см.     | 2—10 июля        | КНДР — Пхеньян                          |
| Тяжёлая атлетика            |                    | см.     | 12—16 сентября   | Болгария — Варна                        |
| Фехтование                  |                    | см.     | 15—20 июля       | Венгрия — Будапешт                      |
| Хоккей на траве             | мужчины            | см.     | 19—21 августа    | СССР — Москва                           |
| Хоккей на траве             | женщины            | см.     | 28—30 августа    | Польша — Познань                        |

1. 1 2  Названия видов спорта приведены такими, какие они были в 1984 году.

## Участники
В соревнованиях «Дружба-84» участвовали сильнейшие спортсмены государств, бойкотировавших Игры в Лос-Анджелесе (в списке выделены цветом) — СССР, Болгарии, Венгрии, ГДР, КНДР, Кубы, Монголии, Польши, Чехословакии, Эфиопии и др. В ряде видов спорта соревновались и спортсмены стран, не бойкотировавших Игры; хотя среди них были и участники Игр (в том числе 3 олимпийских чемпиона), но большинство составляли спортсмены, не прошедшие квалификацию на Игры. Всего в соревнованиях «Дружба-84» участвовали спортсмены более 50 стран.
| - Австрия - Алжир - Ангола - Аргентина - Афганистан - Бельгия - Болгария - Бразилия - Великобритания - Венесуэла | - Венгрия - Вьетнам - Гайана - ГДР - Греция - Дания - Зимбабве - Индия - Испания - Италия | - Южный Йемен - Канада - Китай - Колумбия - КНДР - Куба - Лаос - Ливия - Мадагаскар - Марокко | - Монголия - Нидерланды - Никарагуа - Норвегия - Польша - Португалия - Румыния - Сирия - СССР - США | - Танзания - Финляндия - Франция - ФРГ - Чехословакия - Швеция - Швейцария - Эфиопия - Югославия - Япония |

## Результаты
Уровень соревнований существенно различался в разных видах спорта: например, в художественной гимнастике и тяжёлой атлетике практически все сильнейшие спортсмены участвовали в «Дружбе-84», а в конном спорте и хоккее на траве — в Олимпийских играх.

### Мировые рекорды
- Лёгкая атлетика.
  - На «Олимпийском дне» установлено 3 мировых рекорда (из них 1 — повторение). Уве Хон (ГДР) впервые в истории метнул копьё дальше 100 м (104,80 м).
  - На августовских соревнованиях в Праге установлен 1 мировой рекорд.
- Велосипедный спорт. В предварительных соревнованиях и специальных заездах на установление рекордов установлено 7 мировых рекордов, из них в олимпийских дисциплинах — 2 мировых рекорда.
- Плавание. Установлено 5 мировых рекордов.
- Пулевая стрельба. Рекорды мира фиксируются только на официальных международных соревнованиях, поэтому показанные на соревнованиях «Дружба-84» результаты в качестве рекордов мира зарегистрированы быть не могли. Мировые рекорды были превышены в 4 дисциплинах (из них 2 — неолимпийские) и повторены в 2 дисциплинах.
- Тяжёлая атлетика. Установлено 28 мировых рекордов.

### Медальный зачёт
| Место | Страна       | Золото | Серебро | Бронза | Всего |
| ----- | ------------ | ------ | ------- | ------ | ----- |
| 1     | СССР         | 126    | 87      | 69     | 282   |
| 2     | ГДР          | 50     | 45      | 43     | 138   |
| 3     | Болгария     | 21     | 25      | 29     | 75    |
| 4     | Куба         | 15     | 11      | 12     | 38    |
| 5     | Венгрия      | 10     | 17      | 24     | 51    |
| 6     | Польша       | 7      | 17      | 34     | 58    |
| 7     | КНДР         | 5      | 5       | 10     | 20    |
| 8     | Чехословакия | 2      | 18      | 28     | 48    |
| 9     | Китай        | 2      | 1       | 4      | 7     |
| 10    | Эфиопия      | 1      | 2       | 2      | 5     |
| 11    | ФРГ          | 1      | 1       | 1      | 3     |
| 12    | Италия       | 1      | 1       | 0      | 2     |
| 13    | Япония       | 1      | 0       | 0      | 1     |
| 14    | Монголия     | 0      | 2       | 5      | 7     |
| 15    | Канада       | 0      | 1       | 0      | 1     |
| 16    | Венесуэла    | 0      | 0       | 2      | 2     |
| 17    | Финляндия    | 0      | 0       | 1      | 1     |
| 17    | Швеция       | 0      | 0       | 1      | 1     |
| 17    | Зимбабве     | 0      | 0       | 1      | 1     |
| Итого | Итого        | 242    | 233     | 266    | 741   |

## «Дружба-84» в филателии
К соревнованиям в СССР была выпущена серия из 5 почтовых марок «Международные спортивные соревнования „Дружба-84“. Москва (16—30.08)», рисунки к которой сделал Иван Сущенко.
- волейбол
- вольная борьба
- лёгкая атлетика
- спортивная гимнастика
- тяжёлая атлетика